# Bisdom Awka

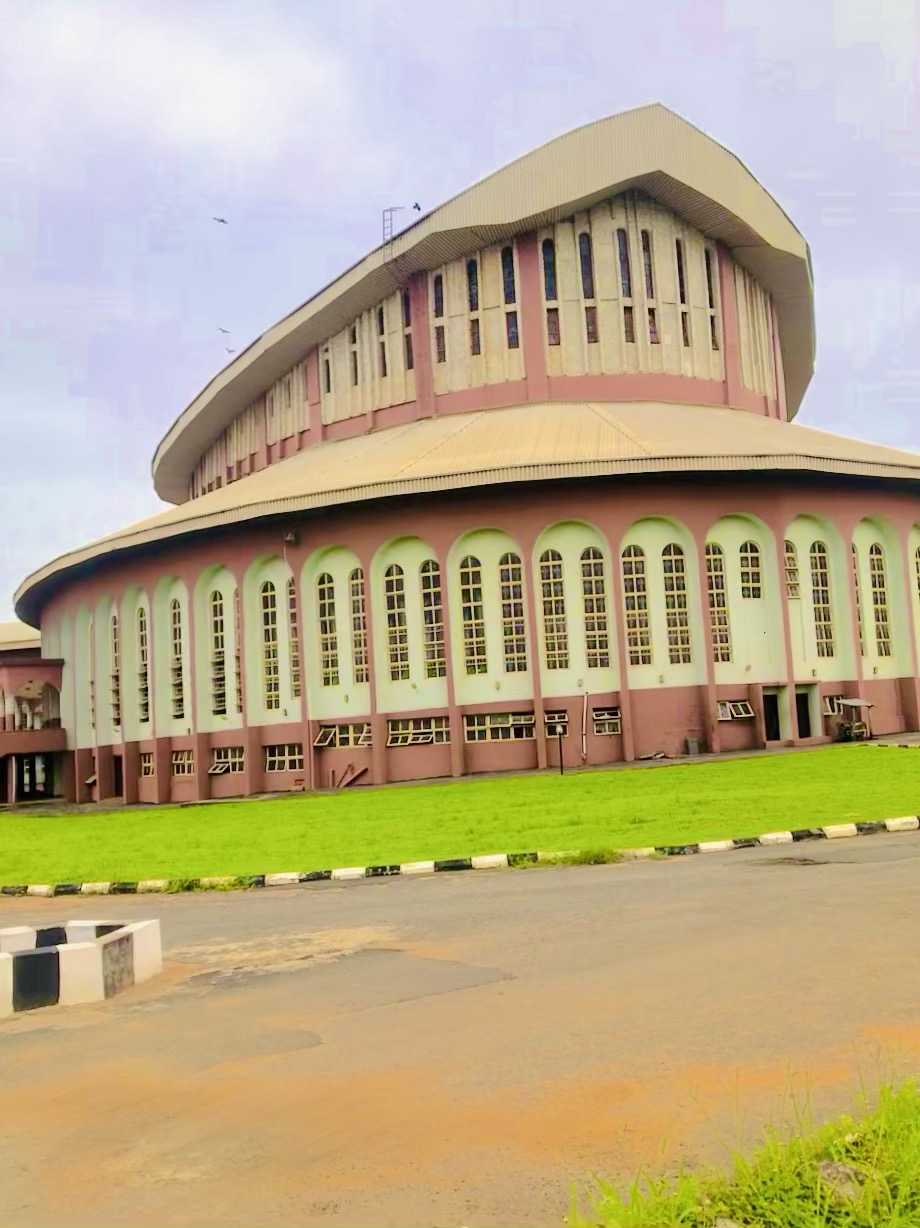
Kathedraal

Het bisdom Awka (Latijn: Dioecesis Avkaensis) is een rooms-katholiek bisdom met als zetel Awka, de hoofdstad van de staat Anambra in Nigeria. Het bisdom is suffragaan aan het aartsbisdom Onitsha.

## Geschiedenis
Het bisdom werd opgericht op 10 november 1977, uit gebied van het aartsbisdom Onitsha. 
Op 5 maart 2020 verloor het gebied bij de oprichting van het bisdom Ekwulobia.  

## Parochies
In 2020 telde het bisdom 104 parochies. Het bisdom had in 2020 een oppervlakte van 775 km2 en telde 991.105 inwoners waarvan 50,8% rooms-katholiek was.

## Bisschoppen
- Albert Kanene Obiefuna (10 november 1977 - 9 september 1994)
- Simon Akwali Okafor (9 september 1994 - 17 april 2010, hulpbisschop sinds 6 maart 1992)
  - Solomon Amanchukwu Amatu (hulpbisschop: 22 december 2000 - 28 mei 2005)
- Paulinus Chukwuemeka Ezeokafor (8 juli 2011 - heden, hulpbisschop sinds 20 januari 2007)
  - Jonas Benson Okoye (hulpbisschop: 30 mei 2014 - 9 november 2021)

Onitsha (aartsbisdom) · Abakaliki · Awgu · Awka · Ekwulobia · Enugu · Nnewi · Nsukka